# Gasparo Cairano
Gasparo Cairano, znany również jako Gasparo da Cairano, de Cayrano (ur. przed 1489 w Mediolanie lub Pieve del Cairo, Cairate; zm. przed 1517 w Brescii) – włoski rzeźbiarz epoki renesansu.

## Życiorys
Artysta pojawił się w 1489 r. jako przedstawiciel kulturalnego świata Mediolanu, rozpoczynając udaną karierę rzeźbiarską, dzięki której stał się wiodącym przedstawicielem epoki renesansu w Brescii, wyróżniając się dziełami o znaczeniu kulturalnym, takimi jak cykl Cezarów dla  Pałacu Loggia w Brescia, a także Mauzoleum Martinengo. Wprowadził mocny i wyrazisty klasyczny smak, w przeciwieństwie do dotychczasowej wyrafinowanej dekoracyjności. W pierwszej dekadzie XVI w. Gasparo pracował dla klientów publicznych i prywatnych, którzy starali się wyrazić w kamieniu swoją dumę z powodu rzekomego historycznego pochodzenia ze starożytnego Rzymu.
Po jego śmierci reputacja Gasparo popadła w zapomnienie z powodu niesprzyjającej krytyki. Jego złożona osobowość artystyczna i katalog dzieł zostały opracowane dopiero pod koniec XX w., dzięki krytycznym badaniom, które po raz pierwszy pozwoliły na dokładną analizę i ponowne odkrycie jego prac.

Pałac della Loggia
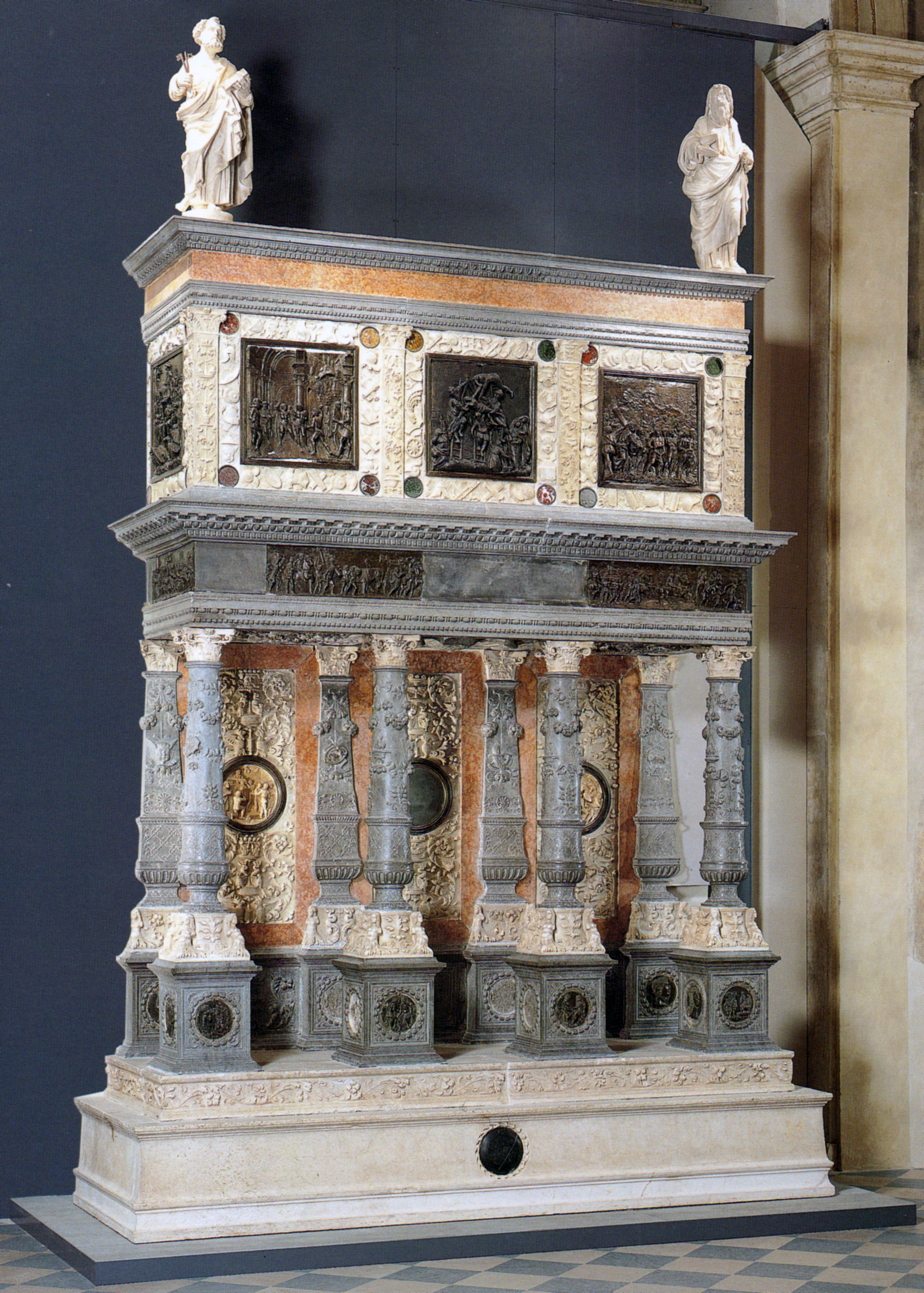
Mauzoleum Martinengo